# 深澤俊
深澤 俊（ふかざわ すぐる、1934年11月1日 - 2022年2月12日）は、英文学者、中央大学名誉教授。
東京生まれ。東京大学文学部卒、1963年同大学院英文科博士課程満期退学、茨城大学文理学部講師、中央大学法学部助教授、教授、2005年定年退任、名誉教授。
2013年11月瑞宝中綬章受章。

## 著書
- 『ハーディ』れんが書房 1971
- 『イギリス小説研究序説』中央大学出版部 1981
- 『ヴァージニア・ウルフ入門』北星堂書店 1982
- 『慰めの文学 イギリス小説の愉しみ』中央大学出版部 2002
- 『イギリス小説のやすらぎ 談話会』中央大学人文科学研究所 人文研ブックレット 2005

### 共編著
- 『イギリス文学小事典』塚野千晶共編著 北星堂書店 1989
- 『日欧対照イメージ事典』宮田登共編著 北星堂書店 1989
- 『ハーディ小事典』編 研究社出版 小事典シリーズ 1993

### 翻訳
- フリーダ・ナイト『ベートーヴェンと変革の時代』法政大学出版局 教養選書 1976
- 『人生の小さな皮肉』トマス・ハーディ短編全集 内田能嗣共監訳 大阪教育図書 2002
- 『トマス・ハーディ全集 6　帰郷』大阪教育図書 2012